# ATP Challenger Jerusalem
Das ATP Challenger Jerusalem (offiziell: Jerusalem Open) war ein Tennisturnier, das 2019 einmalig in Jerusalem, Israel stattfand. Es gehörte zur ATP Challenger Tour und wurde im Freien auf Hartplatz gespielt.

## Liste der Sieger

### Einzel
| Jahr | Sieger          | Finalgegner  | Ergebnis        |
| ---- | --------------- | ------------ | --------------- |
| 2019 | Danilo Petrović | Filip Peliwo | 7:63, 6:78, 6:1 |

### Doppel
| Jahr | Sieger                      | Finalgegner              | Ergebnis  |
| ---- | --------------------------- | ------------------------ | --------- |
| 2019 | Ariel Behar Gonzalo Escobar | Evan King Julian Ocleppo | 6:4, 7:65 |